# Renato Chiantoni

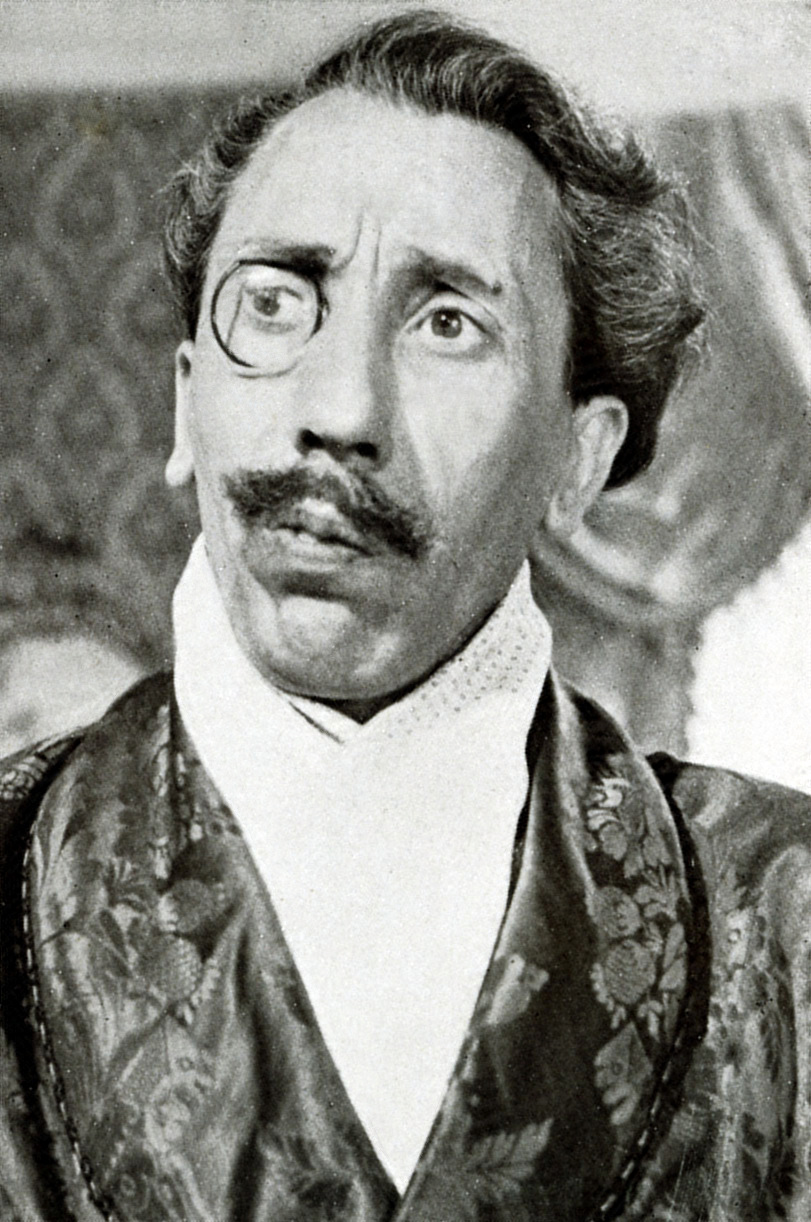
Renato Chiantoni (1952)

Renato Chiantoni (* 19. April 1906 in Brescia; † 12. Dezember 1979 in Rom) war ein italienischer Schauspieler.

## Leben
Chiantoni, Sohn des Schauspielers Amadeo, spielte in diversen Schauspiel-Compagnien und gab sein Leinwanddebüt 1937 in Gennaro Righellis Gatta ci co va und war von da an in über einhundert meist komischen oder milde dramatischen Rollen zu sehen, gelegentlich auch in Fernsehserien. Dabei waren seine Rollen oftmals mit der Kauzigkeit humoristischer Nebenfiguren ausgestattet, wie sein Leichengräber im Italowestern El Cisco. Nach dem Zweiten Weltkrieg wirkte Chiantoni auch als Herstellungsleiter und Regisseur von Kurzfilmen. Daneben engagierte er sich berufsständisch. Auch als Sprecher im Radio und Synchronisator wurde Chiantoni gebucht. Ein Pseudonym Chiantonis war Gay Gallwey. In den 1950er Jahren war Chiantoni zum Theater zurückgekehrt und hatte mit Roberto Villa und Carlo Tamberlani gespielt.

## Filmografie (Auswahl)
- 1937: Gatta chi cova
- 1940: Das Glück (Ecco la felicità!)
- 1941: Prinzessin Aschenbrödel (Cenerentola e il signor Bonaventura)
- 1952: Die Frau, die die Liebe erfand (La donna che inventò l'amore)
- 1953: Puccini – Liebling der Frauen (Puccini)
- 1954: Die barfüßige Gräfin (The Barefoot Contessa)
- 1954: Gekreuzte Klingen (Il maestro di Don Giovanni)
- 1954: Rigoletto (Rigoletto e la sua tragedia)
- 1954: Tage der Liebe (Giorni d’amore)
- 1957: Der Hund, der „Herr Bozzi“ hieß (Un angelo è sceso a Brooklyn)
- 1957: Das Lied von Neapel (Ascoltami)
- 1957: Eine Nacht mit 16 Blondinen (Serenate per 16 bionde)
- 1957: … und vergib mir meine Schuld (Ascoltami)
- 1958: Drei Ausländerinnen in Rom (3 straniere a Roma)
- 1959: Theaterträume (Il mondo dei miracoli)
- 1960: Robin Hood und die Piraten (Robin Hood e i pirati)
- 1965: 30 Winchester für El Diabolo (30 Winchester per El Diablo)
- 1965: Ein General und noch zwei Trottel (Due marines e un generale)
- 1965: Kopfgeld für Ringo (Uno straniero a Sacramento)
- 1966: Arizona Colt
- 1966: El Cisco
- 1967: Arabella
- 1967: Bang Bang Kid
- 1967: Pronto, Amigo (Ein Colt in der Hand des Teufels) (Una colt in pugno al diavolo)
- 1967: Der Tod zählt keine Dollar (La morte non conta i dollari)
- 1968: Django – ich will ihn tot (Lo voglio morto)
- 1968: Django, wo steht Dein Sarg? (T’ammazzo!… Raccomandati a Dio)
- 1969: Das Geheimnis von Santa Vittoria (The Secret of Santa Vittoria)
- 1969: Libido – Das große Lexikon der Lust (Le 10 meraviglie d'amore)
- 1972: Camorra
- 1972: Die Farben der Nacht (Tuti in colori del buio)
- 1978: Sie nannten ihn Mücke (Lo chiamavano Bulldozer)
- 1979: Achtung Kunstdiebe (Fernsehserie, 2 Folgen)